# (12823) Pochintesta
(12823) Pochintesta est un astéroïde de la ceinture principale.

## Description
(12823) Pochintesta est un astéroïde de la ceinture principale. Il fut découvert le 2 janvier 1997 à Ōizumi par Takao Kobayashi. Il présente une orbite caractérisée par un demi-grand axe de 2,29 UA, une excentricité de 0,17 et une inclinaison de 2,6° par rapport à l'écliptique.